# Чортківський округ (Королівство Галичини та Володимирії)
Чортківський округ — адміністративна одиниця Королівства Галичини та Володимирії у складі монархії Габсбургів, Австрійської імперії у 1782—1867 роках.

## Історія

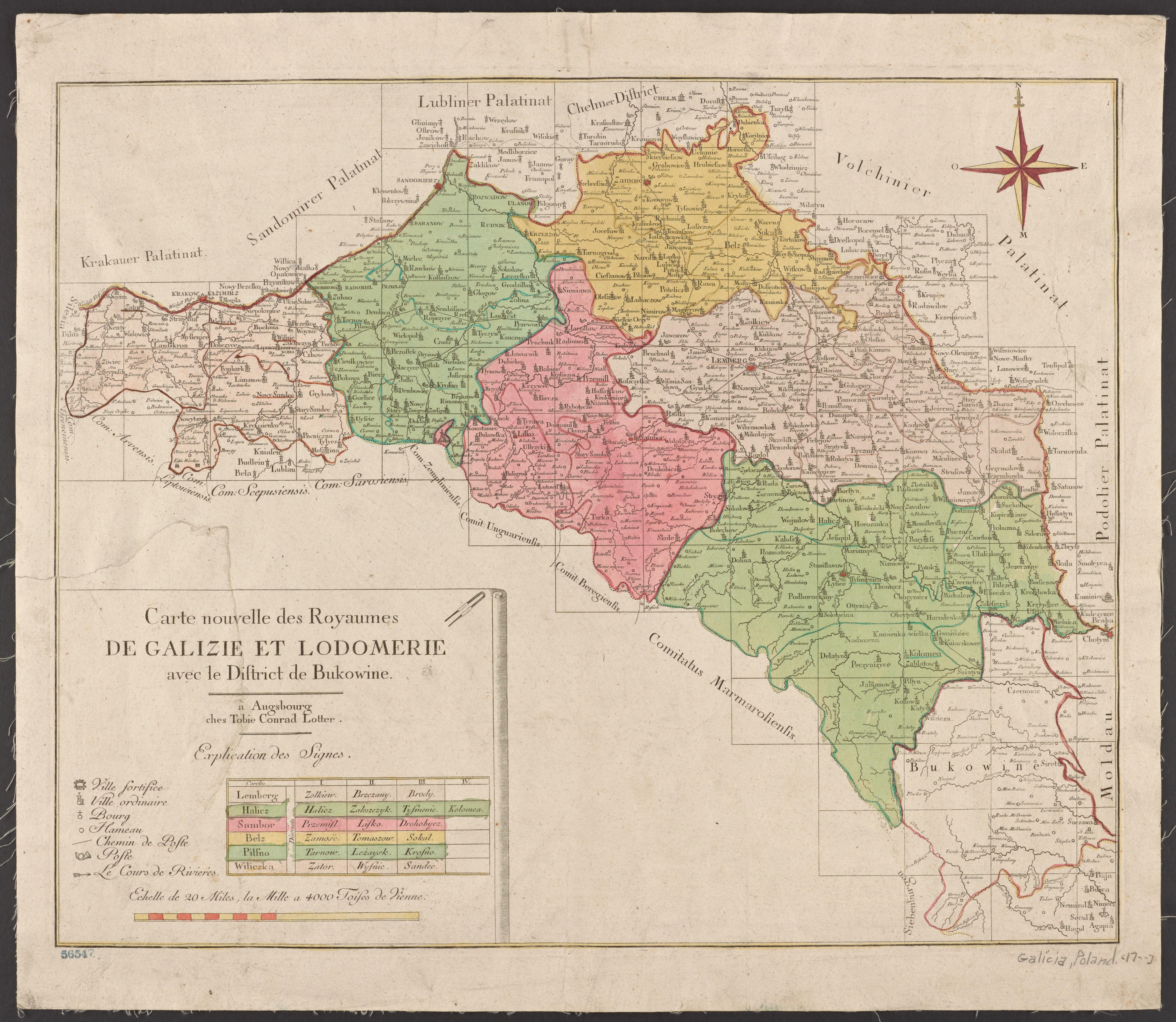
Адміністративний поділ Королівства Галичини та Володимирії у 1777—1782 роках

Чортківський округ існував від 1782 року, коли було встановлено поділ провінції на округи (циркули), і до 1867 року, коли було скасовано округи і створено залишено лише повітовий адміністративний поділ (повіти виділені у складі округів у 1854 році). За умовами Шенбруннського миру в період з 1809 до 1815 років Чортківський округ входив до складу Тернопільського краю Російської імперії. Округ повернений Австрії на Віденському конгресі, коли були відновлені кордони.

## Географія
Чортківський округ знаходився між Тернопільським, Бережанським та Коломийським округами. Зі сходу межував з українськими землями, окупованими Російською імперією.
Найбільші річки: Збруч, Серет, Гнізна, Стрипа, Гнила.
У Чортківському окрузі було 3 міста, 19 містечок та 242 села.
Найбільші міста: Чортків, Язлівець, Заліщики.
Містечка: Борщів, Буданів, Хоростків, Городок, Гусятин, Ягільниця, Озеряни, Копичинці, Королівка, Кривче, Кудринці, Мельниця (Подільська), Пробіжна, Скала, Сухостав, Тлусте, Улашківці, Устя-Біскупське, Устечко.

## Повіти
До 1867 року було 9 повітів:
- Борщівський
- Буданівський
- Гусятинський
- Заліщицький
- Копичинецький
- Мельницький
- Тлустенський
- Чортківський
- Язлівецький

Після адміністративної реформи (скасування округів) кількість повітів було скорочено.